# 富蘭克林 (加利福尼亞州沙加緬度縣)
富蘭克林（英語：Franklin）是位於美國加利福尼亞州薩克拉門托縣的一個人口普查指定地區。

## 地理
富蘭克林的座標為38°22′03″N 121°27′42″W / 38.36750°N 121.46167°W，而該地最高點為海拔高度4米（即13英尺）。

## 人口
根據2010年美國人口普查的數據，富蘭克林的面積為5.454平方千米，均為陸地。當地共有人口155人，而人口密度為每平方千米28人。